# Adelopoma stolli
Adelopoma stolli és una espècie de mol·lusc gastròpode terrestre pertanyent a la família Cyclophoridae que es troba a Guatemala i Nicaragua.